# NGC 6027B
NGC 6027B је лентикуларна галаксија у сазвежђу Змија која се налази на NGC листи објеката дубоког неба.
Деклинација објекта је + 20° 45' 45" а ректасцензија 15h 59m 10,9s. Привидна величина (магнитуда) објекта NGC 6027 износи 14,2 а фотографска магнитуда 15,1. NGC 6027B је још познат и под ознакама UGC 10116, MCG 4-38-8, CGCG 137-10, IRAS 15570+2053, VV 115, HCG 79C, KUG 1556+208, 7ZW 631, Seyfert Sextet, PGC 56575.